# 141-es busz (Kecskemét)
A kecskeméti 141 jelzésű autóbusz a Vasútállomás és a Nissin Foods között közlekedik. A viszonylatot a Kecskeméti Közlekedési Központ megrendelésére az Inter Tan-Ker Zrt. üzemelteti. Kizárólag munkanapokon, a gyári műszakváltásokhoz igazodva indul.

## Útvonala
| Vasútállomás ► Nissin Foods ► Vasútállomás |
| --- |
| Vasútállomás vá. – Kodály Zoltán tér – Rákóczi út – Koháry István körút – Hornyik János körút – Széchenyi tér – Szilády Károly körút – Kölcsey utca – Dobó István körút – Horváth Döme körút – Mezei utca – Juhász utca – Mindszenti körút – Ipar utca – Kereskedő utca – Paul Lechler utca – Momofuku utca – Nissin Foods vá. – Momofuku utca – Paul Lechler utca – Kereskedő utca – Fuvar utca – Raktár utca – Mindszenti körút – Juhász utca – Mezei utca – Bajcsy-Zsilinszky Endre körút – Csányi János körút – Rákóczi út – Kodály Zoltán tér – Vasútállomás vá. |

## Megállóhelyei
| 0  | 0  | 0  |                                | Vasútállomás induló végállomás |                        |
| 2  | 2  | 2  | Cifrapalota                    | 1, 2D, 2S, 4, 4A, 4C, 7, 12, 15, 18, 19, 20H, 23, 23A, 32 Helyközi buszok |                        |
| 4  | 3  | 4  | Piaristák tere                 | 1, 2D, 2S, 7, 9, 11, 11A, 15, 16, 19, 32, 169, 916 Helyközi buszok |                        |
| 6  |    |    | Széchenyi tér                  | 2, 2A, 2D, 2S, 3, 4, 4A, 4C, 5, 6, 7, 9, 10, 11, 11A, 12, 13, 13D, 13K, 14, 16, 18, 20, 20H, 23, 23A, 28, 29, 34A, 169, 916                                                          |                        |
| 8  | 4  | 6  | Dobó körút                     | 1, 2, 2A, 2D, 2S, 4, 4A, 4C, 6, 7, 11, 11A, 13, 13D, 13K, 15, 19, 28, 32 Helyközi buszok                                                                                             |                        |
| 9  | 5  | 7  | Mezei utca                     | 7, 13, 13D, 13K, 21 |                        |
| 10 | 6  | 8  | Kinizsi utca                   | 7, 13, 13K, 14D |                        |
| 11 | 7  | 9  | Élelmiszerbolt                 | 7, 13, 13K, 14D |                        |
| 12 | 8  | 10 | Bodzai utca                    | 7 |                        |
| 13 | 9  | 11 | Lőtér                          | 7 |                        |
| 14 | 10 | 12 | Raktár utca                    | 7 |                        |
| 15 | 11 | 13 | 0                              | Univer vonalközi induló végállomás | 7, 12D Helyközi buszok |
| 16 | 12 | 14 | 1                              | Ipar utca | 7                      |
| 17 | 13 | 15 | 2                              | Közlekedési Központ | 7                      |
| 18 | 14 | 16 | 3                              | Nissin Foods vonalközi végállomás | 7, 13K                 |
| 19 | 15 |    | 4                              | Közlekedési Központ | 7                      |
| 20 | 16 | 5  | Fuvar utca                     | 7 |                        |
| 21 | 17 | 6  | Raktár utca                    | 7 |                        |
| 22 | 18 | 7  | Lőtér                          | 7 |                        |
| 23 | 19 | 8  | Bodzai utca                    | 7 |                        |
| 24 | 20 | 9  | Élelmiszerbolt                 | 7, 13, 13K, 14D |                        |
| 25 | 21 | 10 | Kinizsi utca                   | 7, 13, 13K, 14D |                        |
| 26 | 22 | 11 | Mezei utca                     | 7, 13, 13D, 13K, 21 |                        |
| 27 | 23 | 12 | Katona József Színház          | 1, 2, 2A, 2D, 2S, 3, 3A, 4, 4A, 4C, 6, 7, 11, 11A, 12, 13, 13K, 15, 18, 19, 20H, 23, 23A, 28, 32 Helyközi buszok                                                                     |                        |
| 29 | 25 | 14 | Cifrapalota                    | 1, 2D, 2S, 4, 4A, 4C, 7, 12, 15, 18, 19, 20H, 23, 23A, 32 Helyközi buszok |                        |
| 31 | 27 | 16 | Vasútállomás érkező végállomás | 1, 2D, 2S, 7, 12D, 15, 19, 21, 21D, 22, 25, 32 Helyközi buszok Távolsági járatok S210 S220 sebesvonat, gyorsvonat, InterRégió, IC, expresszvonat Bethlen körút: 18, 20H, 22, 23, 23A |                        |